# 55 градусів нижче нуля
«55 градусів нижче нуля» (рос. «55 градусов ниже нуля») — радянський художній фільм 1986 року.

## Сюжет
Напередодні Нового року в будинку робітника-металурга Кузнєцова зібралася вся родина. Але свята не вийшло — проблеми, що накопичилися зажадали невідкладного вирішення…

## У ролях
- Петро Вельямінов —  Іван Петрович Кузнєцов
- Софія Павлова —  Марія Дмитрівна, дружина Кузнєцова
- Борис Невзоров —  Петро, старший син Кузнєцова  озвучив Валерій Рижаков
- Олена Єланська —  Олена, дочка Кузнєцова
- Степан Старчиков —  Дмитро, молодший син Кузнєцова
- Марина Яковлєва —  Ася, дружина Дмитра
- Віталій Соломін —  Семен Михайлович Коновалов, начальник транспортного управління
- Олександр Потапов —  Анатолій Олексійович, секретар обкому
- Микола Засухін —  Сергій Борисович, директор металургійного комбінату
- Федір Одіноков —  Веремій Савелійович, дід Кузнєцова
- Ігор Старигін —  Георгій, чоловік Олени
- Наталя Єгорова —  слідчий
- Сергій Гамов —  Володька Севостьянов

## Знімальна група
- Автор сценарію: Леонард Толстой
- Режисер: Юрій Іванчук
- Оператор: Микола Гайл
- Художник-постановник: Володимир Мушников
- Композитор: Давид Тухманов
- Текст пісень: Борис Дубровін
- Звукорежисер: Геннадій Єрикалов